# یونیورسال میوزیک اینترپرایز
یونیورسال میوزیک اینترپرایز (به انگلیسی: Universal Music Enterprises)بخش کاتالوگ گروه موسیقی یونیورسال است.در سال ۲۰۱۷ گروه موسیقی استیکس با یونیورسال میوزیک اینترپرایز برای آلبوم مأموریت قرارداد امضا کرد. اواخر همان سال یونیورسال تشکیل افسانه‌های شهری (به انگلیسی: Urban Legends) را اعلام کرد، یک بخش کاتالوگ جدید که بر انتشار مجدد موسیقی‌های شهری مذکور تمرکز دارد.